# إدوين روز
إدوين روز (بالإنجليزية: Edwin Rose)‏ هو سياسي أسترالي، ولد في 12 ديسمبر 1863 في أستراليا، وتوفي في 1948 في بانباري في أستراليا. حزبياً، نشط في Western Australian Liberal Party (1911–1917) ‏.